# Milena Jesenská
Milena Jesenská (Prága, 1896. augusztus 10. –  Ravensbrück Koncentrációs tábor, 1944. május 17.) cseh újságíró, író, műfordító.

## Élete
Csehországban letelepedett, szlovák arisztokrata családban született. Apja, Jan Jesensky híres állkapocssebész, a prágai Károly Egyetem professzora volt. Milena 13 évesen elveszítette édesanyját. A Minerva leánygimnáziumban érettségizett, majd apja kívánságára beiratkozott az egyetem orvosi fakultására, de megszakította tanulmányait. A prágai német zsidó közösségben ismerte meg Max Brodot és Franz Werfelt.
Húszéves korában beleszeretett a nála tíz évvel idősebb Ernst Pollak, zsidó származású fordítóba. Apja mindent megtett, hogy szétválassza őket. Milenát kilenc hónapra internáltatta a veleslawini pszichiátriai klinikára, de 1918-ban mégis feleségül ment Pollakhoz apja hozzájárulása nélkül, így családjával  megszakadt  a kapcsolat. A házaspár Bécsben élt. Házasságuk gyorsan válságba jutott, férje rendszeresen megcsalta. Milena önállósodni próbált, cseh nyelvórákat adott (tanította többek között Hermann Broch írót is), pályaudvari hordárként dolgozott. Lelki mélypontra jutott, és kábítószerhez nyúlt.
1920 és 1923 között a prágai Tribuna újság kultúrrovatának küldte el cikkeit és fordításait. Ezekben az években fedezte fel Franz Kafka néhány írását (Az ítélet, Az átváltozás, Sofőr), amelyeket Kafka engedélyével lefordított cseh nyelvre. Ekkor kezdődött az a szenvedélyes és fájdalmas hangú levelezés, amelyet végül Kafka zárt le, mert Milena habozott elhagyni férjét, és az írót is beteges félelmek gyötörték.
Bécsben megismerkedett Franz  Xaver Schaffgotsch osztrák arisztokratával, aki bevezette a kommunista körökbe, s akivel egy évig együtt élt Drezda mellett Alice Rühle-Gerstel barátnőjénél. Otto Rühle, a Spartakus-szövetség és a Német Kommunista Munkáspárt alapítója otthonában a fő téma a marxizmus volt. Édesapja megbékült, állást szerzett Milenának a Narodny Listy konzervatív újság szerkesztőségében, ahol a női rovatért lett felelős. A Narodny Listy közölte nekrológját Kafka halálakor. Milena így emlékezett az íróra: „...Éleslátás jellemezte. Túl bölcs volt ahhoz, hogy élni tudjon és túl gyenge, hogy küzdjön”...
Válása után visszatért Prágába, kapcsolatba lépett a főváros irodalmi köreivel, és egy baloldali, avantgárd, intellektuális csoport tagja lett. 
Dolgozott a Pestrý týden lapnak is, és 1926-ban kiadták antológiáját. Thomas Mann, Franz Werfel és Franz Carl Weiskopf műveit is lefordította cseh nyelvre. 1927–ben feleségül ment Jaromír Krejcarhoz, a cseh Bauhaus építészéhez, aki lelkesen támogatta Le Corbusier munkáját. Milena térdízületi gyulladásban szenvedett. Jana lányának születése után fájdalmai annyira fokozódtak, hogy morfinnal kezelték. Morfinfüggő lett, kétszer vett részt elvonókúrán, és elveszítette munkahelyét. 1931-ben belépett a Cseh Kommunista Pártba, de amikor 1936-ban bírálta a sztálinizmust, kizárták a pártból.
A német megszállás idején csatlakozott az ellenálláshoz, és a V boj illegális újság munkatársa lett. Ekkor vált igazi politikai újságíróvá, a Přítomnostban megjelent izzó hangú cikkeiben ellenállásra szólított fel. Megszervezte a veszélynek kitett cseh demokraták és zsidók kimenekítését Lengyelországba, s ezért letartóztatták. Drezdába vitték vizsgálati fogságba, s bár bizonyíték hiányában felmentették a vád alól, a Gestapo internálta a ravensbrücki koncentrációs táborba. Ott találkozott a szintén fogoly Margarete Buber-Neumann politikai publicistával, (Martin Buber fiának, Rafael Bubernak első felesége, az NKP tagja), aki később könyvet írt barátságukról és a fogolytábor utolsó hónapjairól Milena címmel. Milena odaadóan foglalkozott a kórházba került foglyokkal. Legyengült, súlyosan megbetegedett, engedélyezték a veseműtétet. Egyik, elgennyesedett veséjét kivették, a másik röviddel az operáció után felmondta a szolgálatot. Akkor még nem ismerték a dialízist, így Jesenská veseelégtelenségben hunyt el.

## Írásai
- Cesta k jednoduchosti (1926)
- Člověk dělá šaty (1927
- Vivre (Feuilletons et Reportages – 1919–1933), Lieu Commun, 1986
- 1937 és 1939 között a Přítomnost magazinnak írt cikkeit posztumusz adták ki

## Fordítás
- Ez a szócikk részben vagy egészben  a   Milena Jesenská című francia Wikipédia-szócikk fordításán alapul.  Az eredeti cikk szerkesztőit annak laptörténete sorolja fel. Ez a jelzés csupán a megfogalmazás eredetét és a szerzői jogokat jelzi, nem szolgál a cikkben szereplő információk forrásmegjelöléseként.